# إسماعيل بن صالح العباسي
إسماعيل بن صالح بن علي الهاشمي والي عباسي في القرن الثامن الميلادي على مصر وحلب. كان أحد أفراد الأسرة العباسية، وهو ابن صالح بن علي، وابن عم أول خليفتين عباسيين السفاح والمنصور. ولاه هارون الرشيد إمرة مصر عام 182 هـ/ 797م. ثم عزله بعد إدارة استغرقت أقل من عام بقليل. وولاه بدلاً من ذلك على حلب وقنسرين، والتي شرع في توليها لفترة غير محددة من الوقت.

## سيرته
هو إسماعيل بن صالح بن علي بن عبد الله بن العباس الهاشمي العباسي، ولاه هارون الرشيد إمرة مصر على الصلاة في يوم الخميس 7 رمضان سنة 182 هـ بعد عزل عبيد الله بن المهدي عنها، فاستخلف إسماعيل على صلاة مصر عوف بن وهب الخزاعي، وحضر إسماعيل بن صالح إلى مصر 25 رمضان، ولما قدم إلى مصر سكن العسكر، وجعل على الشرطة سليمان بن الصمة المهلبي مدة، ثم صرفه بزيد بن عبد العزيز الغساني، وأخذ في إصلاح أمر الديار المصرية وكان شجاعًا فصيحًا عاقلًا أديبًا. قال ابن عفير: ما رأيت على هذه الأعواد أخطب من إسماعيل بن صالح. واستمر إسماعيل بن صالح على إمرة مصر إلى أن صرف عنها بإسماعيل بن عيسى في جمادى الآخرة سنة 183 هـ. فكانت مدته على إمرة مصر ثمانية أشهر وعدة أيام.